# František Jursa
František Jursa (1. května 1933 Brno – 28. prosince 2022 Brno) byl československý cyklista a později trenér, který vychoval mnoho cyklistických hvězd.
Jeho největšími sportovními úspěchy jsou páté místo ve stíhacím závodě družstev na letních olympijských hrách 1956 v Melbourne, několik titulů mistra republiky na dráze, silnici a v roce 1957 i v cyklokrosu. Dvakrát dokázal porazit i legendu Jana Veselého, zúčastnil se jako kapitán družstva Závodu míru v roce 1961. V roce 1957 založil cyklistický oddíl Dukla Brno, kde působil jako závodník, trenér i velitel. V čele oddílu byl až do roku 1987.
Za 38 let trenérské práce v Dukle Brno vychoval desítky špičkových závodníků, např. Jana Smolíka, Rudolfa Labuse, Karla Vávru, Miloše Hrazdíru, Jiřího Škodu, Vlastu Moravce, Pavla Padrnose, Pavla Buráně, Jiřího Bartolšice, Michala Klasu, Jozefa Regece, Vladimíra Vačkáře s Miroslavem Vymazalem či Jána Svoradu.
U příležitosti 50. výročí založení cyklistického oddílu Dukla Brno mu udělila ministryně obrany Vlasta Parkanová Záslužný kříž III. stupně.
Zemřel 28. prosince 2022 v Brně ve věku 89 let.